# Santarém (tiểu vùng)
Santarém là một tiểu vùng thuộc bang Pará, Brasil. Tiều vùng này có diện tích 92474 km², dân số năm 2007 là 429995 người.